# Lelilka
Lelilka – strumień, rzeka w gminie Latowicz, o długości 8,5 km, prawy dopływ rzeki Rydni, która z kolei wpływa do rzeki Świder. Wypływa na południe od wsi Laliny. Przepływa przez miejscowości: Laliny, Lalinki, Generałowo, Budziska.